# Oud Ootmarsum
Oud Ootmarsum est un village situé dans la commune néerlandaise de Dinkelland, dans la province d'Overijssel. Le 1er janvier 2008, le village comptait 321 habitants.